# Vannina Crolas
Vannina Crolas est une femme politique de Polynésie française, ministre de la Fonction Publique, de l'Emploi, du Travail, de la modernisation de l'administration et de la Formation professionnelle dans le gouvernement Brotherson 2023. Elle est membre du parti Tavini huiraatira.

## Carrière
Vannina Crolas travaille à l’Office des postes et télécommunications de Polynésie française pendant huit ans. Elle y est notamment contrôleuse de gestion et cheffe de la division des affaires budgétaires.
En 2002, elle entre à la mairie de Faaa en tant que directrice générale des services et directrice générale des services adjointe.
En 2019, elle devient secrétaire générale du Tavini huiraatira, succédant à Etienne Chimin. Elle démissionne de ce poste en mars 2023 du fait de tensions au sein du parti.
En mai 2023, elle est nommée ministre de la Fonction Publique, de l'Emploi, du Travail, de la modernisation de l'administration et de la Formation professionnelle dans le gouvernement Brotherson.